# Малавский султанат
Малавский султанат — мусульманское государство в Северной Индии, существовавшее на территории Малвы в 1401—1531, 1537—1542 и 1555—1562 годах. Малавский султанат выделился из состава Делийского султаната в период ослабления династии Туглакидов после индийского похода Тамерлана. В 1531 году территория Малавского султаната была присоединена к Гуджарату, однако вскоре Малва была оккупирована войсками могольского падишаха Хумаюна. После семилетнего периода независимости в 1542 году султанат вошёл в состав государства Суридов, после распада которого в 1555 году Малавский султанат последний раз обрёл независимость. В 1562 году султанат был окончательно включён в состав Империи Великих Моголов.

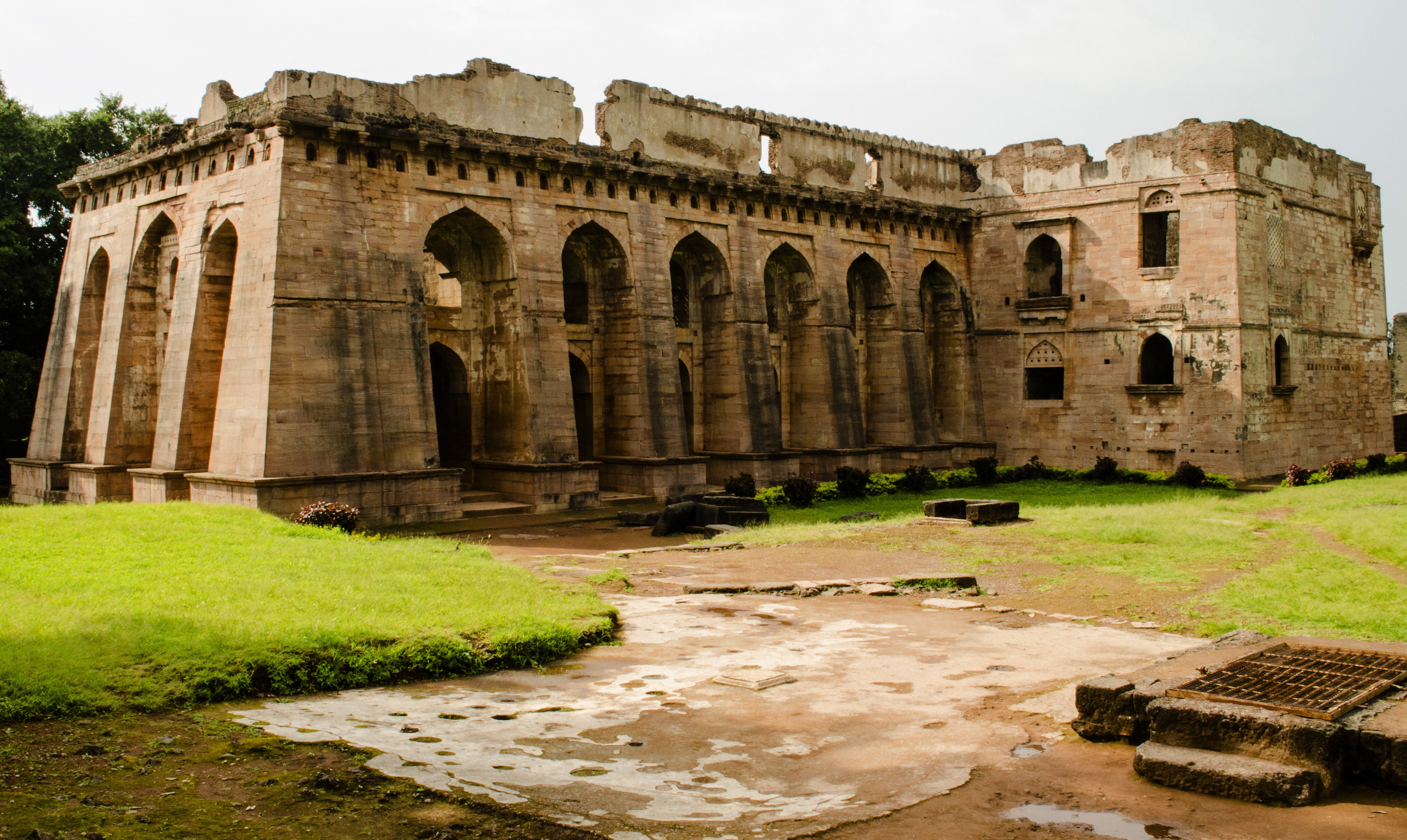
Развалины Хиндола-Махала — дворца заседаний дворцового комплекса султанов Малвы в Манду. XV век

## Предыстория
До появления мусульманских войск Малвой управляли махараджи из раджпутской династии Парамара (ок. 800—1305), оказавшие мусульманам длительное ожесточённое сопротивление. Такое же сопротивление мусульманской армии оказали правители Читтора и Удджайна. Наконец, в 1305 году делийский полководец Айн-уль-Мульк Мултани в решающей битве разгромил войска махараджи Махлакадевы и присоединил Малву к Делийскому султанату. В столице Малвы, городе Дхаре, разместился делийский наместник. В 793 году хиджры (1390—1391 годы) султан Мухаммад-шах III Туглакид назначил наместником Малвы гурида Хусайна Дилавар-хана. Когда в 1398—1399 годах в Индию вторгся Тамерлан, делийский султан Махмуд-шах Туглакид бежал из Дели в Дхар и укрылся у Дилавар-хана.

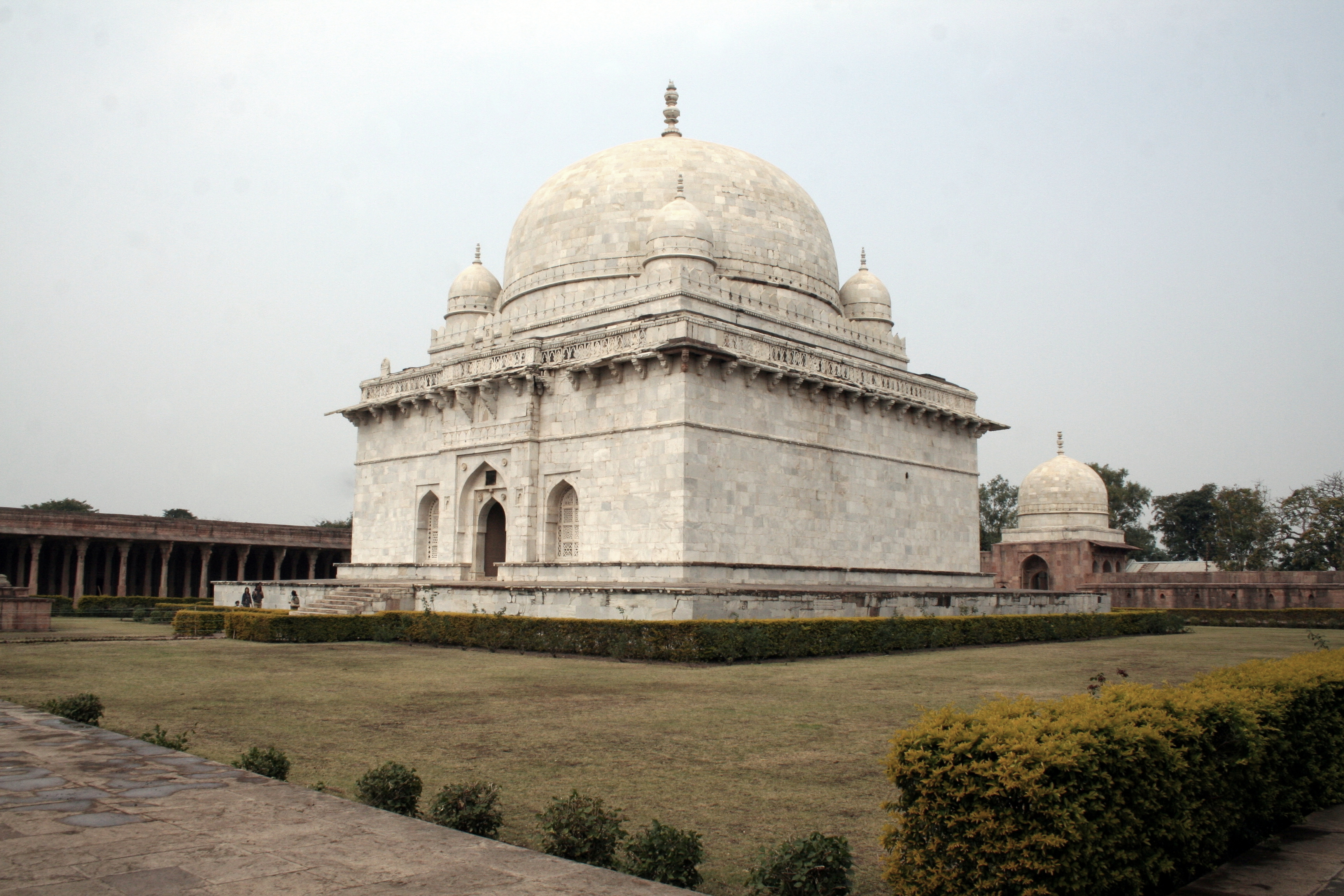
Гробница султана Хушанг-шаха

## Возникновение султаната. Правление династии Гури
Сокрушительный разгром, нанесённый Делийскому султанату армией Тамерлана в 1398—1399 годах, привёл к резкому падению власти и авторитета делийского султана, что, в свою очередь повлекло быстрый развал империи Туглакидов в последующие несколько лет. Наместники важнейших провинций (Джаунпура, Гуджарата и др.) стали отделяться от Дели, основывая собственные государства. Одним из них был и наместник Малвы Хусайн Дилавар-хан, который в 804 году хиджры (1401—1402 годы) приказал больше не упоминать делийского султана в хутбе и провозгласил себя султаном Малвы под именем Амид-шаха Дауда.
Сын и наследник Амид-шаха Дауда, султан Хушанг-шах (1406—1435) перенёс столицу государства в хорошо укреплённый город Манду, в котором было начато масштабное строительство. Украшенный великолепными архитектурными творениями, Манду был переименован в Шадиабад («Город радости»). Хушанг-шах и его преемник Мухаммад-шах Гури (1435—1436) совершили несколько походов в индусскую Ориссу и постоянно воевали с соседними мусульманскими султанатами (Бахманидским, Делийским, Джаунпурским и Гуджаратским).

## Правление династии Халджи

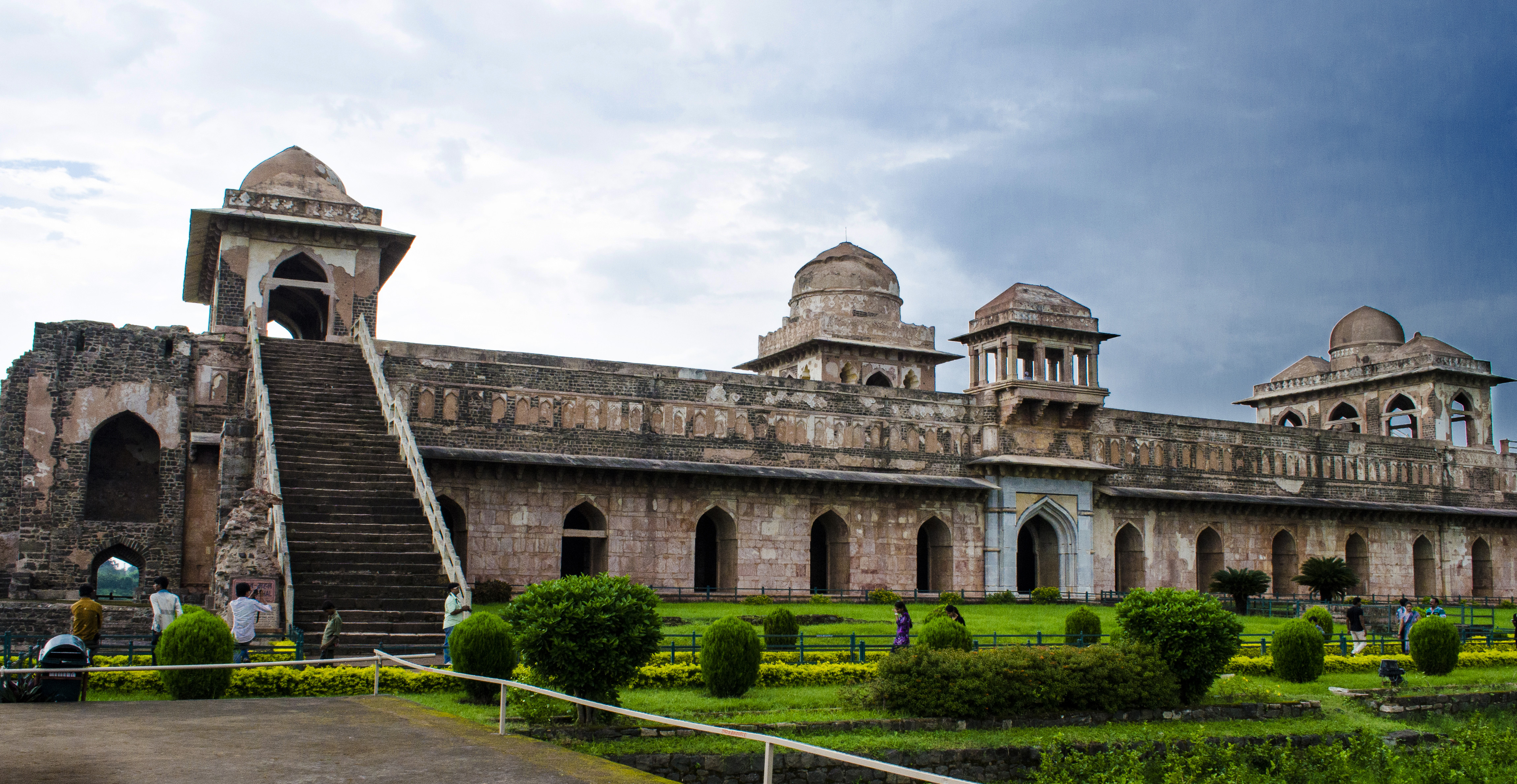
Джахаз-Махал («Корабль-Дворец») — здание гарема султана Гийас-шаха в Манду

Малавская династия Халджи происходили из того же тюркского племени, что и одноимённая династия делийских султанов Халджи, правившая в 1292—1320 годах, однако не находилась с ней в прямой родственной связи. Амир племени халджи Махмуд-хан стал визирем султана Малвы Мухаммад-шаха Гури, которого он в 1436 году отравил. Отстранив от власти его малолетнего сына и наследника Масуд-шаха Гури (которому удалось бежать в Гуджарат), Махмуд-хан сам воцарился на престоле малавских султанов под именем Махмуд-шаха I Халджи, основав новую династию Халджи.
Махмуд-шах I Халджи (1436—1469) считается самым могущественным султаном Малвы. Он значительно расширил границы Малавского султаната, проведя весь период своего правления в войнах с Гуджаратским султанатом, государством Бахманидов, с раджпутским княжеством Мевар, а также с другими соседями. В 1442 году Махмуд-шах I совершил поход на Дели. Слава о величии Махмуд-шаха Халджи дошла до двора аббасидского халифа в Каире, который прислал ему формальные знаки власти.

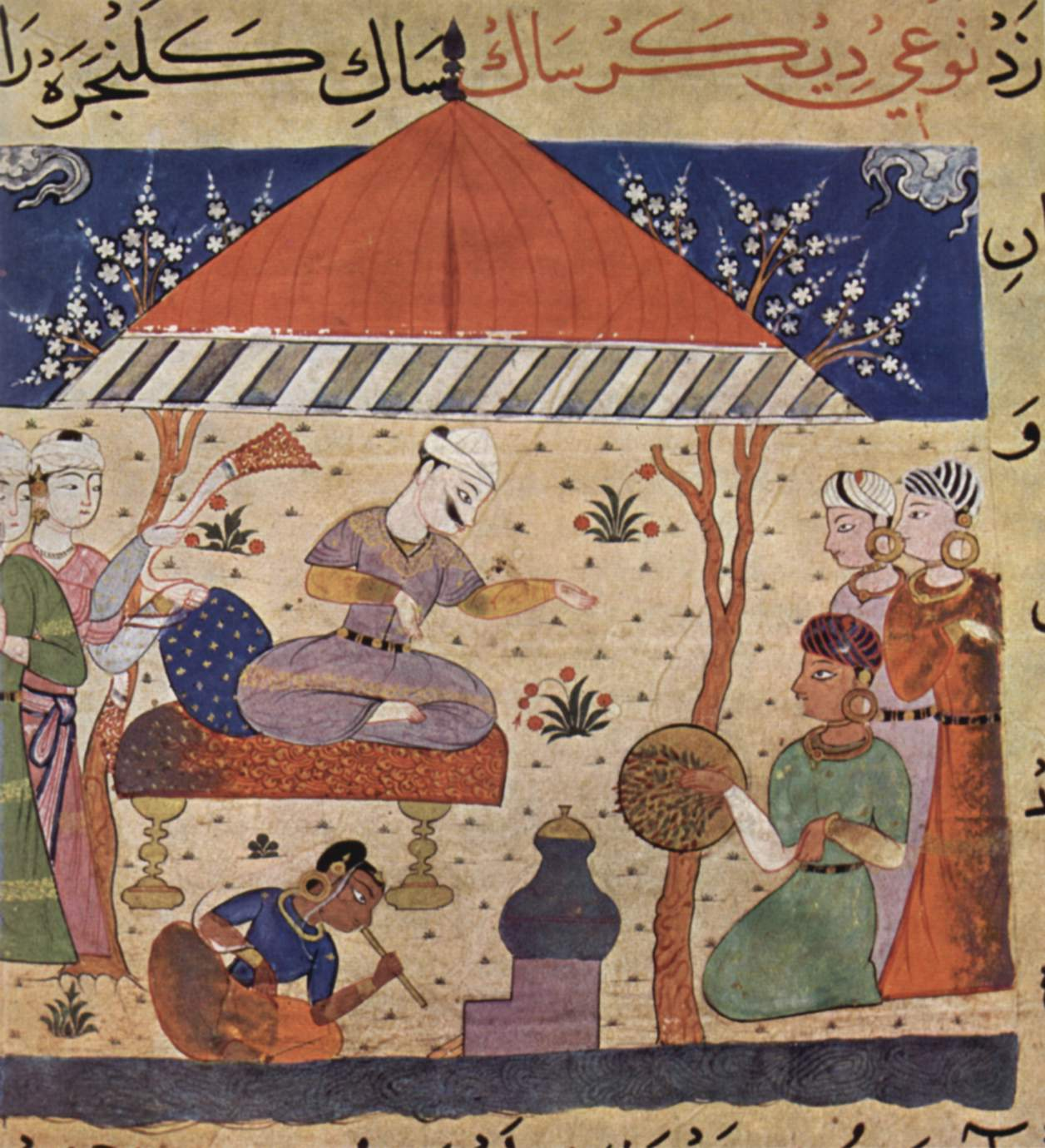
Султан Насир-шах Халджи в окружении наложниц. Иллюстрация из рукописи Нимат-наме

Во время правления следующего султана Гийас-шаха (1469—1500) для Малавского султаната настала эра мира и процветания. Судя по монетам Гийас-шаха, он первым начал использовать в своей титулатуре словосочетание ас-Султан бин ас-Султан («Султан, сын Султана»). Сам султан, однако, мало интересовался государственными делами, предпочитая проводить время в здании своего гарема, возведённого в форме корабля и окружённого искусственными озёрами, а не в зале заседаний.
По причине того, что султан фактически отстранился от управления султанатом, реальная власть вскоре перешла в руки его сына Абдул-Кадир-хана, будущего султана Насир-шаха Халджи. Последний отличался жестоким нравом и к концу XV века настроил против себя часть высших сановников султаната и даже собственную мать Рани Хуршид. Против Абдул-Кадир-хана выступил его брат Шуджа-хан, провозгласивший себя султаном под именем Ала ад-дин-шаха, поддержанный матерью и частью амиров. 6 апреля 1500 года Абдул-Кадир-хан поднял мятеж против отца, укрепившись в Дхаре. Через некоторое время он захватил столицу султаната город Манду, сверг отца с престола, мать бросил в тюрьму, а брата приказал казнить. 20 ноября 1500 года он был коронован султаном под именем Насир-шаха Халджи. Его отец, султан Гийас-шах, формально отрёкся от престола 4 января 1501 года и вскоре был отравлен по приказу Насир-шаха. В следующие несколько лет Насир-шах успешно подавил мятеж недовольных вассалов, а также отбил нападения раджи Мевара. Правление султана Насир-шаха запомнилось множеством жестоких казней, а также беспробудным пьянством султана. Должность визиря при нём занял индус Васанта Рай, что вызвало сильное недовольство придворных сановников-мусульман. С правлением Насир-шаха Халджи (1500—1511) начался упадок Малавского султаната, всё сильнее погружавшегося в феодальную анархию.

## Социально-экономическая характеристика
В этно-религиозном составе населения Малавского султаната преобладали раджпуты-индуисты, подразделявшиеся на различные кланы, главы которых подчинялись тюркско-мусульманской группе, происходившей из племени халджи (хильджи), находившейся у власти. Однако не следует думать, что этническое большинство не имело доступа к государственным должностям. Индусы играли существенную роль в управлении государством, занимая ряд важнейших административных постов в султанате (к примеру, должность визиря при султанах Насир-шахе Халджи и Махмуд-шахе II Халджи занимал индус Васанта Рай), что нередко приводило к серьёзным конфликтам между мусульманской и индуистской придворными группировками. При Махмуд-шахе II Халджи раджпуты на какое-то время вообще вытеснили мусульман со всех основных государственных должностей.
Богатые земельные ресурсы Малвы исторически способствовали развитию на её территории земледелия. Кроме производства сельскохозяйственной продукции, в Малавском султанате заготавливалась древесина. В копях, рудниках и каменоломнях на территории султаната добывался мрамор различных оттенков (от белоснежного до розового и жёлтого), алмазы (в Панне, Райпуре, Ратанпуре) и другие драгоценные камни. Значимой отраслью экономики султаната была обработка драгоценных камней и производство золотых и серебряных ювелирных украшений. Столичный округ Манду был признанным центром производства высококачественной глазированной керамики. Среди малавского текстиля особо славились изделия из парчи.

## Система управления и государственные финансы
Во главе административной системы государства находился наследственный монарх, носивший титулы султан и шах. Государственные вопросы обсуждались султаном на заседаниях его двора, проходивших в форме публичных аудиенций (Бар-и-Ам). Бар-и-Ам были открыты для всех заинтересованных лиц и являлись одним из средств общения султана со своими подданными. Провозглашение наследника престола и приём иностранных послов также происходили на Бар-и-Ам. Однако конечное решение большинства административных вопросов осуществлялось султаном совместно с его ближайшими сановниками на заседании закрытого собрания, называемого Маджлис-и-Хас. Приватные аудиенции у султана носили название Махфиль-и-Унс.
Высшими должностными лицами, осуществлявшими непосредственное управление султанатом в соответствии с повелениями султана, были визирь (вазир), возглавлявший гражданскую администрацию и отвечавший за финансы султаната, и ариз-и-мумалик, ответственный за организацию и руководство малавскими войсками. Управление делами религии осуществлял шейх-уль-ислам совместно с исламскими судьями — кази. В Малавском султанате существовала система градации чиновников в соответствии с присваиваемыми им рангами предводителей определённого количества воинов (от 500 до 20 000). Эта система позже была воспринята Шер-шахом Сури и стала прототипом системы мансабдаров в Могольской империи.
До нас дошло крайне мало информации о системе доходов государственной казны султаната. Определённую часть доходов составляли поступления от ежегодной дани, уплачиваемой вассальными султану территориями. Согласно сохранившимся сведениям, большая часть земельных владений султаната была предоставлена в икта малавским военачальникам различного уровня. Казённые земли, оставленные в непосредственном управлении султана, назывались кхалса. Доходы от использования земель кхалса шли напрямую в государственную казну.

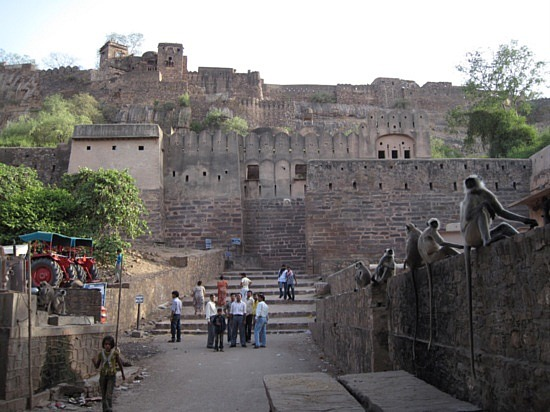
Рантхамборский форт — одна из пограничных крепостей Малавского султаната

## Территориальное устройство
Территория Малавского султаната достигла своего максимального размера во время правления султана Махмуд-шаха I Халджи (1436—1469), власть которого, помимо собственно Малвы, распространялась на центрально-индийские города и районы Баяна, Калпи, Чандери, Сургуджа, Райпур, Ратанпур, Бхопал, Элличпур, северные отроги горной цепи Сатпура, а на западе достигала городов Даход, Бансвара, Деола, Пратапгарх и Мандсаур. Большая часть этих территорий, однако, не подчинялась султану напрямую, поскольку представляла собой группу полунезависимых государств (Баяна, Калпийский султанат, Сургуджа, Райпур, Ратанпур, Бхопал, Баглана), находившихся по отношению к малавскому султану в состоянии формальной вассальной зависимости. Признавая верховную власть малавского султана, они уплачивали ему ежегодную дань, а взамен пользовались его защитой от нападения соседних государств.
Собственно малавская территория была разделена на провинции и приграничные районы. К последним относились Рантхамбор, Мандсаур, Гаграун, Чандери и Кхерла. Основными провинциями Малавского султаната были Удджайн, Сарангпур, Бхилса и Хошангабад. Столица государства город Манду, а также районы Дхар и Налча составляли центр султаната и находились под непосредственным управлением самого султана.

## Упадок и конец султаната
В самом конце правления Насир-шаха, в 1510 году, против султана поднял мятеж его старший сын Шихаб ад-дин. Однако султану удалось решить дело миром, лишив при этом Шихаб ад-дина права наследования и сделав наследником своего третьего сына Азам-Хумаюна. Смерть Насир-шаха в декабре 1510 года стала сигналом к борьбе трёх его сыновей за трон Малвы. Каждый из них объявил себя законным наследником и принял титул султана. После смерти Шихаб ад-дина в июле 1511 года его амиры объявили султаном его малолетнего сына под именем Хушанг-шаха (II), однако вскоре были разбиты войсками Махмуд-шаха II (Азам-Хумаюна) и бежали в горы. 2 мая 1511 года Азам-Хумаюн короновался султаном Малвы, приняв имя Махмуд-шаха Халджи (II). Второй сын Насир-шаха Сахиб-хан в конце 1511 года захватил Шадиабад (Манду) и короновался султаном под именем Мухаммад-шаха Халджи (II). Однако в следующем году Махмуд-шаху удалось вернуть контроль над столицей. После пятилетней борьбы Махмуд-шаху удалось одержать верх над братом.

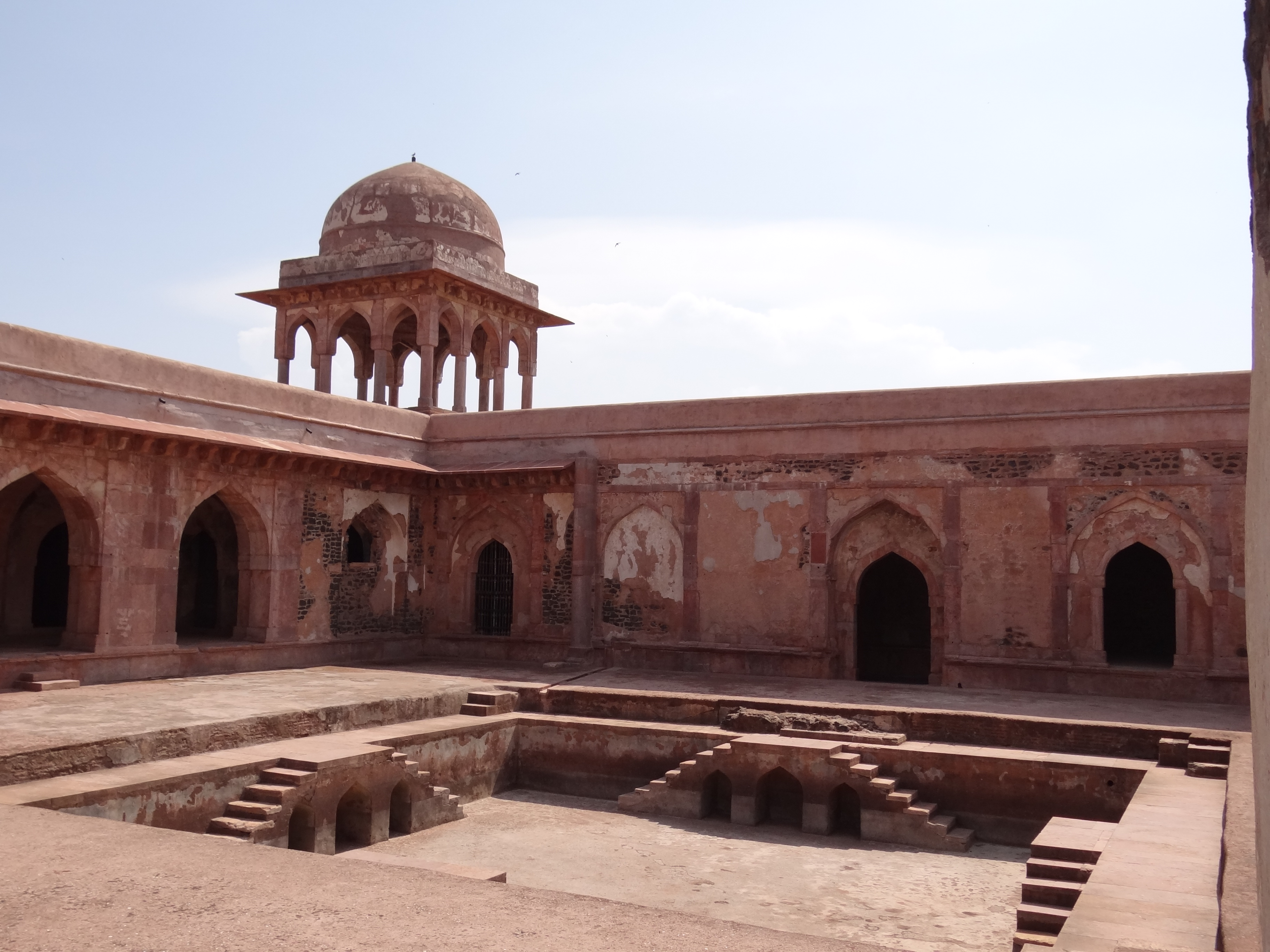
Развалицы дворца султана Баз-Бахадур-шаха в Манду (Шадиабаде)

Султан Махмуд-шах II Халджи был храбрым воином, однако напрочь лишённым полководческих талантов и способностей к управлению государством. Кроме междоусобной войны с братом Махмуд-шах II вынужден был постоянно воевать с внешними врагами и мятежными амирами внутри Малвы. В 1512 году он подавил мятеж наместника Сатваса Сикандар-хана. При Махмуд-шахе II фактическая власть в султанате стала постепенно переходить к раджпутским министрам и сановникам. Недовольство мусульманских вельмож вылилось в открытое выступление против раджпутов, в результате которого визирь Махмуд-шаха II индус Васанта Рай был убит. В последовавшей за этим междоусобной борьбе фактическую власть в султанате захватил раджпутский раджа Медини Рай. В результате мусульмане стали покидать Малву, а на большинство государственных должностей Медини Рай назначил индусов. Создалась необычная ситуация, при которой султан был тюрком-мусульманином, а весь его чиновничий аппарат составляли раджпуты-индусы. Чтобы избавиться от власти раджпутов, Махмуд-шах II в 1517 году обратился за помощью к султану Гуджарата, который помог ему вернуть контроль над султанатом. Однако на помощь раджпутам Малвы пришёл махарана Мевара Санграм Сингх I (1509—1527), который не только разбил армию бездарного султана Махмуд-шаха II, но и захватил его самого в плен. Махмуд-шах II был освобождён только после того, как направил своих сыновей в качестве заложников в Читтор. К власти в султанате вновь пришли раджпуты.

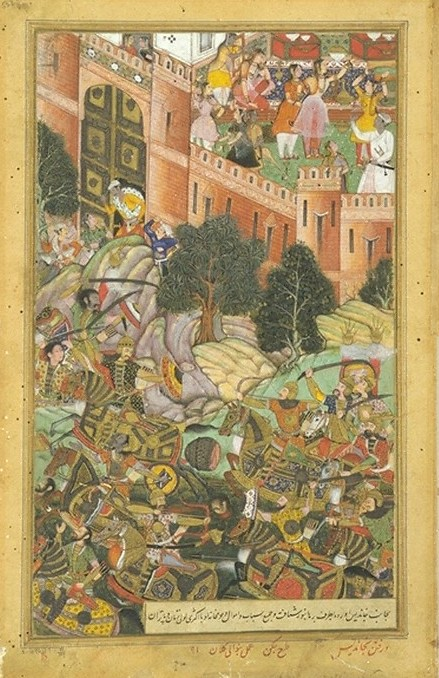
Разгром султана Баз-Бахадур-шаха войсками Адхам-хана при Сарангпуре. Из крепости за ходом сражения наблюдают Рупамати и другие наложницы, приговорённые к смерти

В марте 1531 года султан Гуджарата Бахадур-шах вторгся в Малву, захватил Манду, низложил султана Махмуд-шаха II и приказал убить его в тюрьме. Малва стала провинцией Гуджарата, которую вскоре оккупировали войска могольского падишаха Хумаюна (1534 год). После ухода войск Хумаюна и убийства султана Бахадур-шаха португальцами 13 февраля 1537 года власть над Малвой оказалась в руках амира Маллу-хана, который стал править под именем Кадир-шаха, чеканя монету и вознося хутбу только от своего имени.
В 1542—1543 годах Малва была полностью завоёвана Шер-шахом Сури, который назначил здесь наместником Шуджаат-хана.
После смерти султана Ислам-шаха в 1554 году империя Суридов затрещала по швам, и Шуджаат-хан стал фактически независимым правителем Малвы. Шуджаат-хан умер в 962 году хиджры (1554/1555), и ему наследовал в должности наместника Малвы его энергичный и амбициозный сын Мийан-Баязид. Воспользовавшись царившей в государстве феодальной анархией, Баязид-хан в 1555 году объявил себя независимым султаном Малвы под именем Баз-Бахадур-шаха. Однако правление нового султана продолжалось недолго. В феврале 1561 года падишах Акбар I Великий отправил войска во главе с Адхам-ханом на завоевание Малвы. 29 марта 1561 года Баз-Бахадур-шах был разбит в битве при Сарангпуре и бежал в Хандеш.
Последний султан Малвы Баз-Бахадур-шах, отправляясь на решающую битву с могольской армией, приказал своей дворцовой страже в случае его поражения незамедлительно перебить всех наложниц в его гареме. Когда вести о поражении Баз-Бахадур-шаха дошли до столицы, стража начала резню в гареме, однако закончить начатое помешали подоспевшие могольские войска. Моголы попытались захватить также знаменитую любовницу султана Баз-Бахадура рани Рупамати, но она покончила с собой. После победы Адхам-хан приказал истребить многочисленных пленных солдат Баз-Бахадура, как индусов, так и мусульман.
Вскоре Адхам-хан был отозван с поста командующего, и его сменил Пир-Мухаммад, который повёл войска на Хандешский султанат, где был разбит объединёнными войсками султана Хандеша Миран Мубарак-шаха II, визиря Берара Туфал-хана Дахни и Баз-Бахадур-шаха. Пир-Мухаммад погиб при отступлении. Моголы были изгнаны из Малвы. Баз-Бахадур-шах на короткое время вернулся к власти. В следующем, 1562 году падишах Акбар послал другое войско во главе с Абдаллах-ханом Узбеком, который окончательно разбил Баз-Бахадур-шаха, бежавшего в Читтор. Малва вошла в состав Империи Великих Моголов. В 1572 году на территории бывшего султаната была создана Малавская суба.

## Султаны Малвы
| \| Годы правления \| Тронное имя \| Личное имя \| Отец \| Династия \| \| -------------------------------------- \| --------------------------------------------------------------------- \| ------------------ \| ---------------- \| -------- \| \| 804—809 (хиджры) 1401/2—1406 \| Амид-шах Дауд \| Хусайн Дилавар-хан \| Имя неизвестно \| Гури \| \| 809—838 (хиджры) 1406—5.07.1435 \| аль-Азам Хусам-ад-дуниа-ва-дин Абуль-Муджахид Хушанг-шах (I)[32] \| Алп-хан \| Амид-шах Дауд \| Гури \| \| 838—839 (хиджры) 8.07.1435—04.1436 \| Мухаммад-шах Гури (I) \| Газни-хан \| Хушанг-шах I \| Гури \| \| 839—839 (хиджры) 04.1436—05.1436 \| Масуд-шах Гури \| Масуд-хан \| Мухаммад-шах I \| Гури \| \| 839—873 (хиджры) 14.05.1436—31.05.1469 \| аль-Азам Ала-ад-дуниа-ва-дин Абуль-Музаффар Махмуд-шах Халджи (I)[33] \| Махмуд-хан \| Малик Мугхиф \| Халджи \| \| 873—906 (хиджры) 3.06.1469—4.01.1501 \| Васик би-л-Малик-л-Мультаджи Абуль Фатх Гийас-шах Халджи[8][34] \| Мухаммад-хан \| Махмуд-шах I \| Халджи \| \| 905—906 (хиджры) 1500—1500 \| Ала ад-дин-шах[10] \| Шуджа-хан \| Гийас-шах \| Халджи \| \| 906—916 (хиджры) 20.11.1500—12.1510 \| Абдул-Музаффар Насир-шах Халджи \| Абдул-Кадир \| Гийас-шах \| Халджи \| \| 917—917 (хиджры) 1511—29.07.1511 \| Шихаб ад-дин-шах[35] \| Шихаб ад-дин \| Насир-шах \| Халджи \| \| 917—917 (хиджры) 29.07.1511—08.1511 \| Хушанг-шах (II)[35] \| Неизвестно \| Шихаб ад-дин-шах \| Халджи \| \| 917—921 (хиджры) 1511—1516 \| Васик би-л-Малик ас-Самад Абуль-Музаффар Мухаммад-шах (II)[8] \| Сахиб-хан \| Насир-шах \| Халджи \| \| 917—937 (хиджры) 2.05.1511—29.03.1531 \| Махмуд-шах Халджи (II) \| Азам-Хумаюн \| Насир-шах \| Халджи \| \| 1537—1542 \| Кадир-шах \| Маллу-хан \| Маллу-хан \| \| \| 1555—1562 \| Абуль-Музаффар Баз-Бахадур-шах[8] \| Мийан-Баязид \| Шуджаат-хан \| \| |                                                                   |                    |                  |          |
| Годы правления | Тронное имя                                                       | Личное имя         | Отец             | Династия |
| 804—809 (хиджры) 1401/2—1406 | Амид-шах Дауд                                                     | Хусайн Дилавар-хан | Имя неизвестно   | Гури     |
| 809—838 (хиджры) 1406—5.07.1435 | аль-Азам Хусам-ад-дуниа-ва-дин Абуль-Муджахид Хушанг-шах (I)      | Алп-хан            | Амид-шах Дауд    | Гури     |
| 838—839 (хиджры) 8.07.1435—04.1436 | Мухаммад-шах Гури (I)                                             | Газни-хан          | Хушанг-шах I     | Гури     |
| 839—839 (хиджры) 04.1436—05.1436 | Масуд-шах Гури                                                    | Масуд-хан          | Мухаммад-шах I   | Гури     |
| 839—873 (хиджры) 14.05.1436—31.05.1469 | аль-Азам Ала-ад-дуниа-ва-дин Абуль-Музаффар Махмуд-шах Халджи (I) | Махмуд-хан         | Малик Мугхиф     | Халджи   |
| 873—906 (хиджры) 3.06.1469—4.01.1501 | Васик би-л-Малик-л-Мультаджи Абуль Фатх Гийас-шах Халджи          | Мухаммад-хан       | Махмуд-шах I     | Халджи   |
| 905—906 (хиджры) 1500—1500 | Ала ад-дин-шах                                                    | Шуджа-хан          | Гийас-шах        | Халджи   |
| 906—916 (хиджры) 20.11.1500—12.1510 | Абдул-Музаффар Насир-шах Халджи                                   | Абдул-Кадир        | Гийас-шах        | Халджи   |
| 917—917 (хиджры) 1511—29.07.1511 | Шихаб ад-дин-шах                                                  | Шихаб ад-дин       | Насир-шах        | Халджи   |
| 917—917 (хиджры) 29.07.1511—08.1511 | Хушанг-шах (II)                                                   | Неизвестно         | Шихаб ад-дин-шах | Халджи   |
| 917—921 (хиджры) 1511—1516 | Васик би-л-Малик ас-Самад Абуль-Музаффар Мухаммад-шах (II)        | Сахиб-хан          | Насир-шах        | Халджи   |
| 917—937 (хиджры) 2.05.1511—29.03.1531 | Махмуд-шах Халджи (II)                                            | Азам-Хумаюн        | Насир-шах        | Халджи   |
| 1537—1542 | Кадир-шах                                                         | Маллу-хан          | Маллу-хан        |          |
| 1555—1562 | Абуль-Музаффар Баз-Бахадур-шах                                    | Мийан-Баязид       | Шуджаат-хан      |          |